# Hannibal, Missouri
Hannibal este un oraș din comitatul Marion, statul Missouri,  Statele Unite ale Americii. Orașul, care este amplasat la altitudinea de 153 m deasupra n.m., ocupă o suprafață de 39,1 km2 și avea în anul 2000, 17.757 de locuitori.
Hannibal este situat pe fluviul Mississippi, fiind orașul natal al scriitorului american Mark Twain (Samuel Langhorne Clemens). Orașul apare în romanul său Tom Sawyer, sub numele fictiv de "Saint Petersburg". În romanul Aventurile lui Tom Sawyer este descrisă una din multele șotii ale lui Tom, care a fost pedepsit să văruiască gardul mătușii Poly. Ca amintire, în oraș are loc anual o întrecere de vopsire a unui gard.
In acest oraș s-a născut cântărețul și actorul Cliff Edwards, jucătorul renumit de baschet Cotton Fitzsimmons și „Margaret Tobin Brown” (una dintre pesoanele care au supraviețuit catastrofei navale a vasului Titanic).

## Galerie de imagini

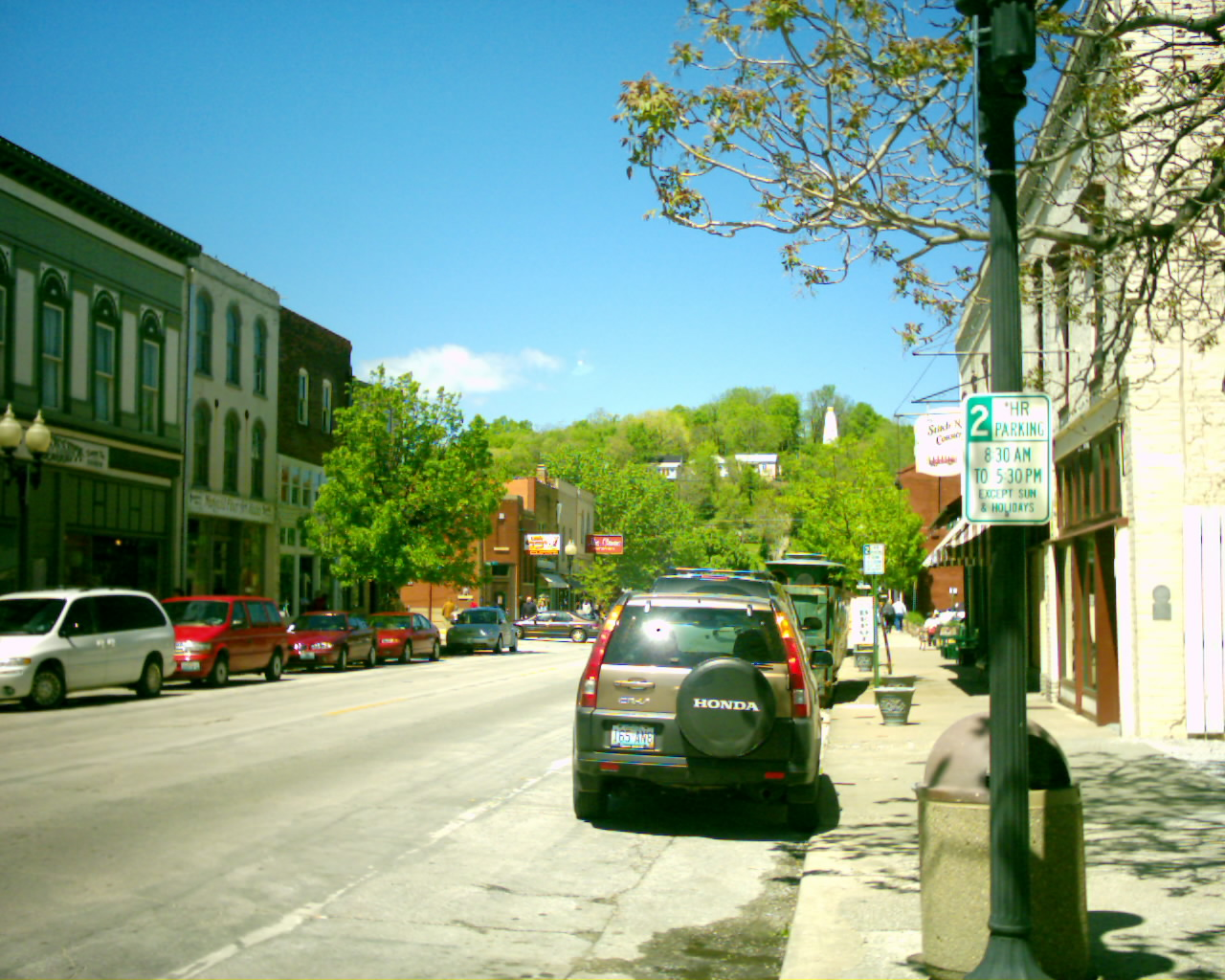
Hannibal
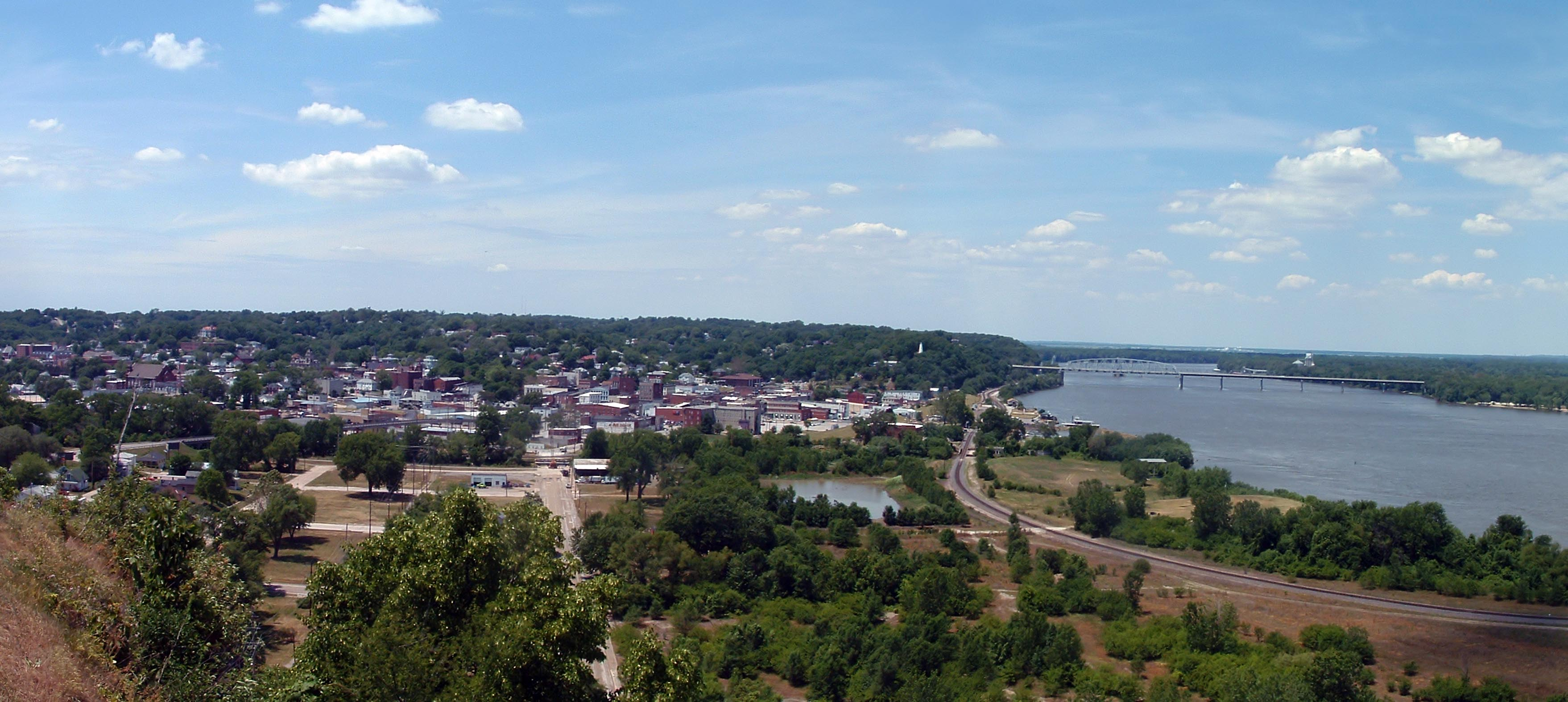
Vedere de pe Lover's Leap spre Hannibal si fluviul Mississippi
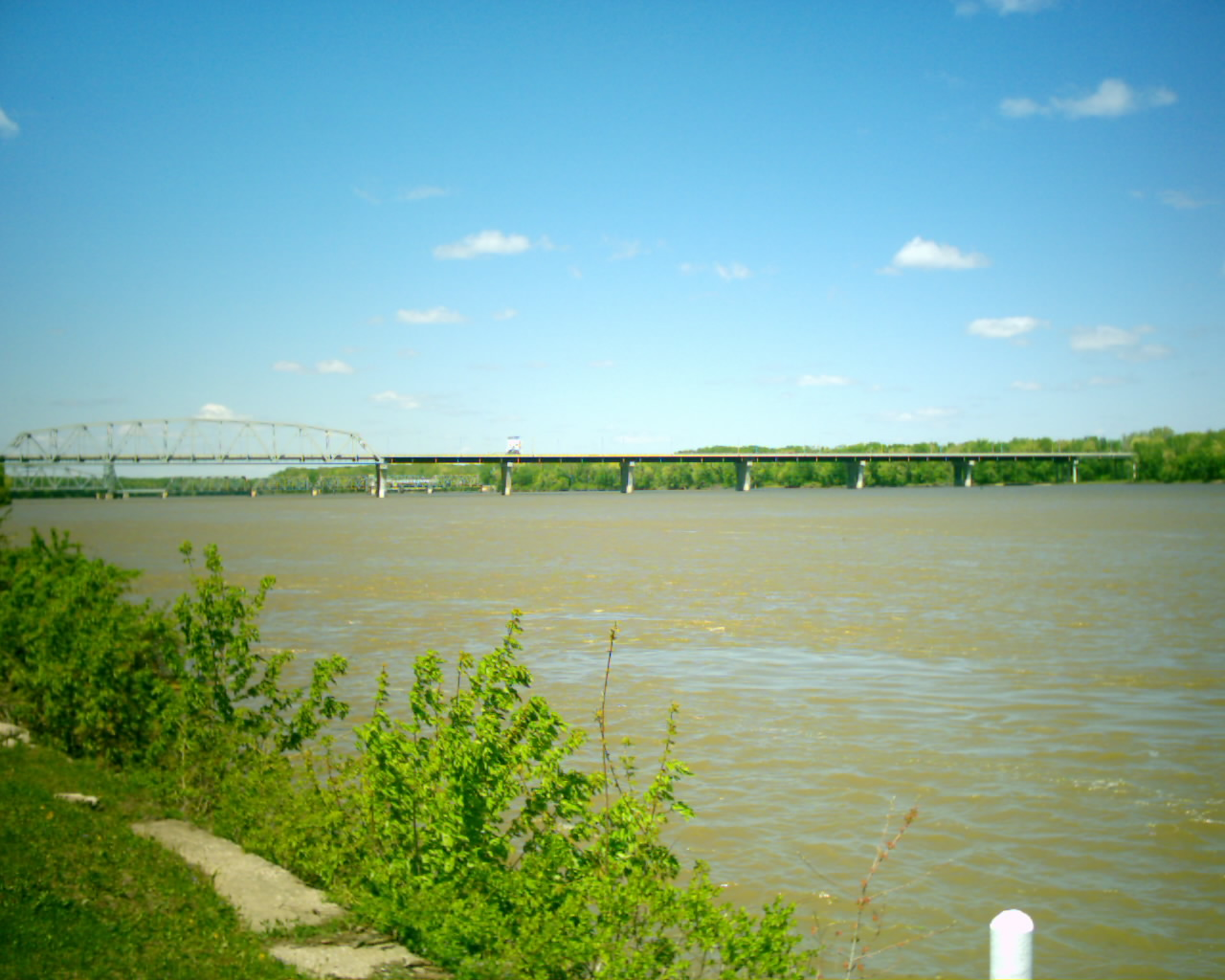
Fluviul Mississippi la Hannibal
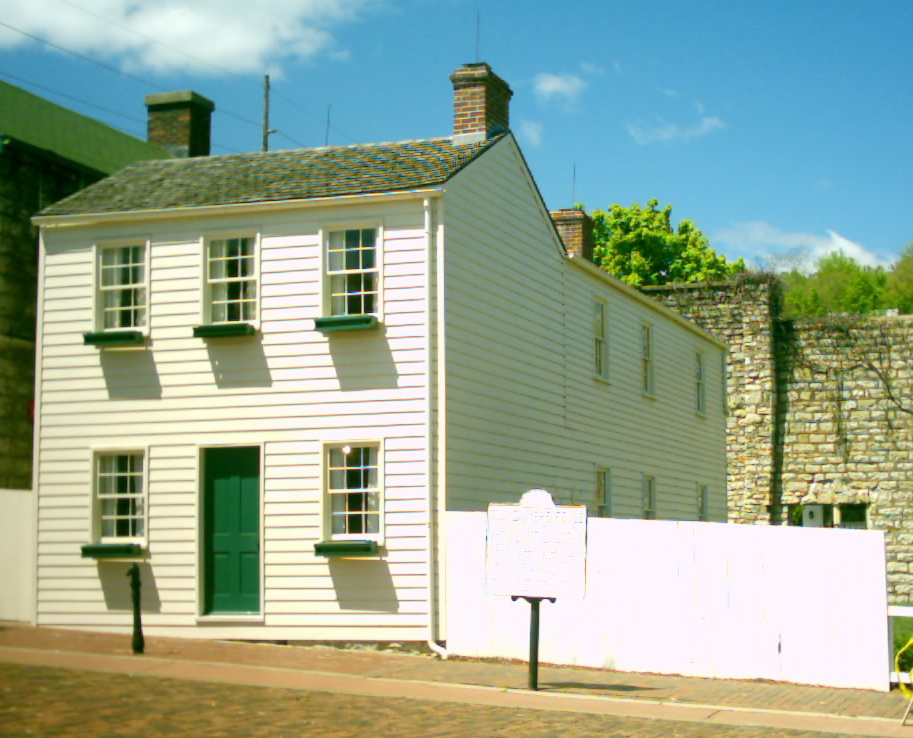
Casa în care a copilărit Mark Twain

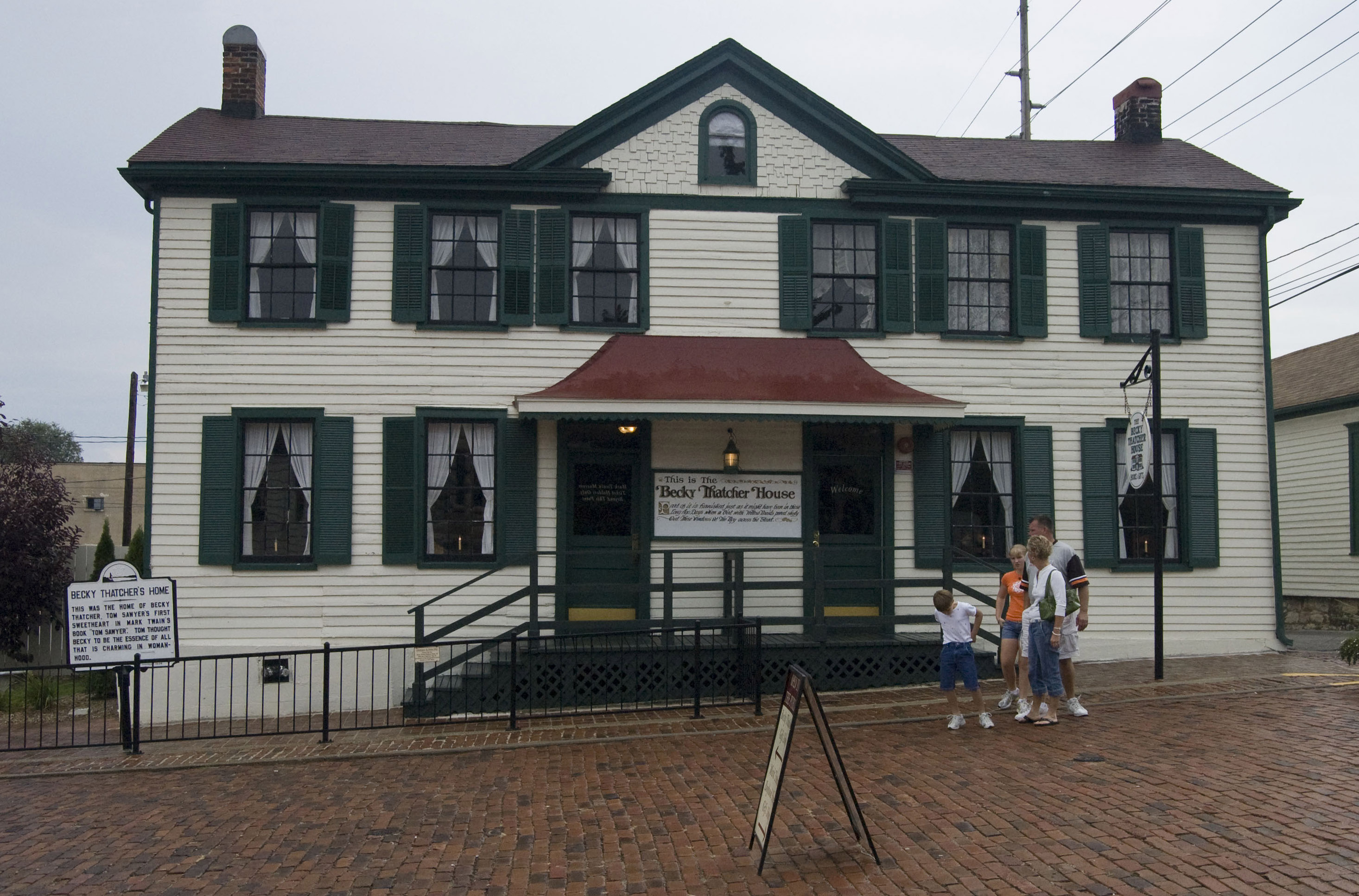
Casa fetei acre a inspirat Becky Thatcher.
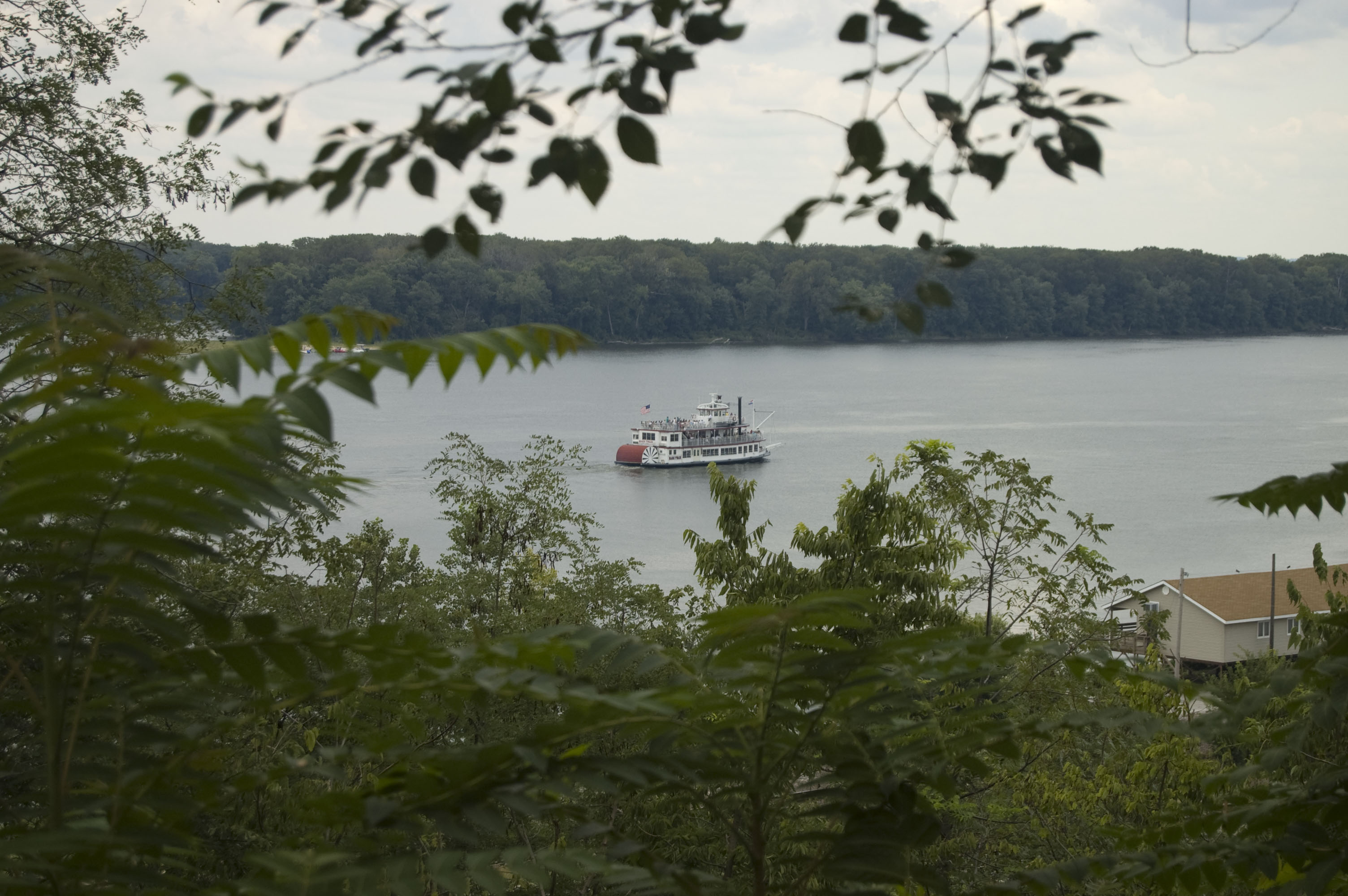
Fluviul Mississippi, vedere dinspre Cardiff Hill, Hannibal, Missouri
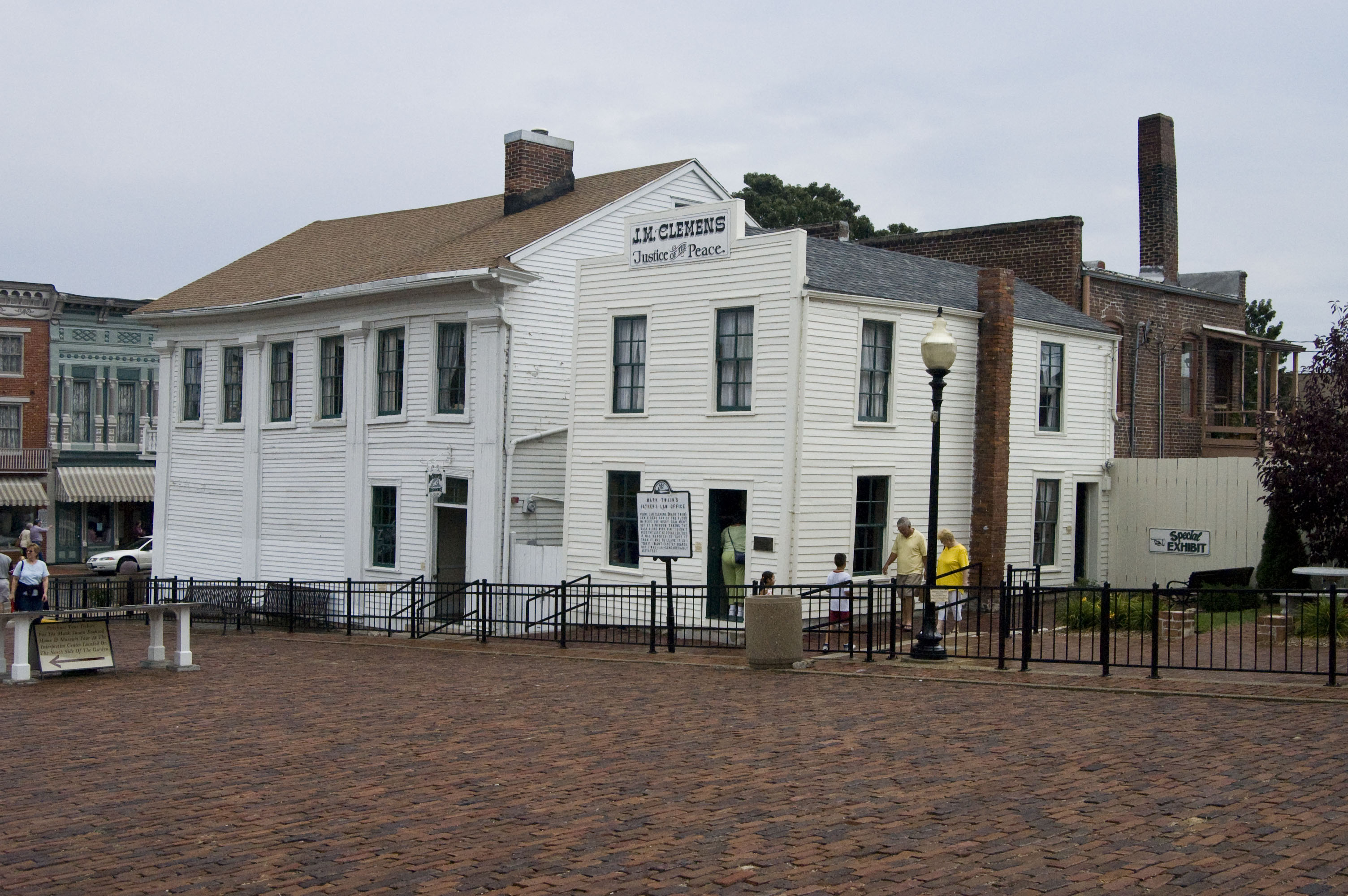
Oficiul lui John Clemens, tatăl lui Mark Twain, care fusese Judecător de pace.